# 70
70 (LXX) var ett normalår som började en måndag i den julianska kalendern.

## Händelser

### Juni
- 5 juni – Titus och hans romerska legioner bryter igenom muren i Jerusalem.

### Augusti
- 4 augusti – Titus förstör det judiska templet i Jerusalem och lämnar endast den berömda västra muren kvar. Rom stationerar trupper i Jerusalem samt avskaffar det judiska översteprästskapet och Sanhedrin. Detta blir känt som Jerusalems förstörelse, en avgörande händelse i det judisk-romerska kriget. Efter denna händelse flyttas det judiska religiösa ledarskapet från Jerusalem till Jamnia (nuvarande Yavne) och förstörelsen högtidlighålls varje år under den judiska fastan. Judarna sprids ut i förskingringen.

### Okänt datum
- Uppförandet av Colosseum i Rom påbörjas (omkring detta år).
- Frontinus blir praetor av Rom.
- Plinius d.ä. tjänar som prokurator i Gallia Narbonensis.
- Neapolis (nuvarande Nablus) grundas i Judeen.
- De romerska legionerna V Alaudae och XV Primigenia förintas under Batavernas uppror. Senare krossar Potillius Cerealis upproret.
- Legionerna I Germanica och IV Macedonica överges, samtidigt som II Audiutrix skapas.
- Prinsen och senare kejsaren Domitianus gifter sig med Domitia Longina.
- Romarna företar en straffexpedition mot Garamanterna och tvingar dem att ha kontakter med imperiet.
- Ön Samothrake annekteras av det romerska riket under Vespasianus.
- Avignon blir biskopssäte.
- Romaren Septimius Flaccus leder en expedition till södra Egypten, varvid han troligen når Sudan.
- Ze-Hakèlé (på grekiska Zoscales) blir kung av Aksum.
- De hellenistiska dynastierna i Indien dör ut.

## Avlidna
- Heron från Alexandria, grekisk ingenjör och uppfinnare (omkring detta år)